# Љубиша Ђорђевић
Љубиша Ђорђевић (Младеновац, 19. јун 1906—Београд, 2. новембар 1944) био је југословенски и српски фудбалер.

## Биографија и каријера
Ђорђевић је рођен 19. јуна 1906. године у селу Дубона крај Младеновца. Фудбалску каријеру започео је Београдском спортском клубу, за који је играо од 1925. до 1935. године. Дао је велики допринос у тиму, а истицао се великом упорношћу, доброј играчкој форми и кондицији, посебно борбености. СА БСК-ом је освојио национално првенство Југославије 1930/31 и 1932/33.
Играо је за селекцију Београда 22 пута, одиграо пет утакмица за национални тим (1928—1931). Прву утакмицу за нацинални тим одиграо је 6. маја 1928. године на Купу пријатељских земаља, против селекције Румуније у Београду. Последњу утакмицу у репрезентацији одиграо је 2. октобра 1931. године против репрезентације Турске у Софији, за Балкански куп. За репрезентацију Југославије учествовао је и на Летњим олимпијским играма 1928. године.
Поред фудбала, био је инжењер шумарства, радио је у Београду у изградњи склоништа за грађане, током Другог светског рата, што је од стране неких савременика оцењено као „сарадња са окупатором“, због чега је стрељан у јесен 1944. године, након ослобођења Београда.